# Тюшевская
Тюшевская — опустевшая деревня в Красноборском районе Архангельской области. Входит в состав Пермогорского сельского поселения.

## География
Находится в юго-восточной части Архангельской области на расстоянии приблизительно 18 км на запад-северо-запад по прямой от административного центра района села Красноборск на левобережье реки Северная Двина.

## История
В 1859 году здесь (деревня Сольвычегодского уезда Вологодской губернии) было учтено 12 дворов.

## Население
Численность населения: 122 человека (1859 год), 0 как в 2002 году, так и в 2010.